# Rudolf Mahnič
Rudolf Mahnič - Brkinc, slovenski partizan in narodni heroj Jugoslavije, * 6. november 1917, Trst, † 19. november 1943, Topolovo.

## Življenje in delo
Rodil se je v delavski družini v tržaškem predmestju Rojan. Leta 1919 je družina emigrirala v Ljubljano. Tu se je šolal. Zaključil je meščansko šolo in trgovsko akademijo. Po končanem šolanju se je zaposlil v kemični tovarni Merima v Kruševcu (Srbija) in ob delu izredo študiral na Visoki komercialni šoli v Zagrebu. Po kapitulaciji jugoslovanske vojske se je vrnil v Ljubljano, se povezal z Osvobodilno fronto in partizansko enoto, ki je delovala v okolici Malega in Velikega Lipoglava ter postal član KPS. Njegovo ilegalno ime je bilo Rudo Brkinc. Narodnoosvobodilni borbi se je pridružil maja 1942. Med veliko fašistično ofenzivo sredi julija 1942 je bil dodeljen Alešu Beblerju. Oktobra 1942 je z Loškim odredom v katerem je bil namestnik političnega komisarja bataljona odšel na Primorsko. Postal je sekretar okrožnega komiteja KPS za južno Primorsko, decembra zaupnik ter nato sekretar okrožnega komiteja KPS in okrožnega odbora OF brkinskega okrožja, od junija do septembra 1943 je bil sekretar okrajnega komiteja KPS za južno Primorsko, nato mesec dni član pokrajinskega komiteja KPS za Primorsko. Od 6. oktobra 1943 je bil politični komisar Goriške divizije in sodeloval v njenih bojih v Beneški Sloveniji, kjer se je pri Topolovem končala njegova življenjska pot. Njegove posmrtne ostanke so prenesli v Sežano. Za narodnega heroja je bil razglašen 20. decembra 1951.